# Crawford Lake, Halton
Crawford Lake är en sjö i den kanadensiska provinsen Ontario.   Den ligger i Halton Region, i den sydöstra delen av landet, 400 km sydväst om huvudstaden Ottawa. Crawford Lake ligger 283 meter över havet.